# هوناز
هوناز (به ترکی استانبولی: Honaz) شهری است در کشور ترکیه که در استان دنیزلی واقع شده‌است. جمعیت این شهر بر اساس سرشماری سال ۲۰۰۸ میلادی ۹٬۱۸۷ نفر و بر اساس برآوردهای سال ۲۰۰۹ میلادی ۹٬۱۳۵ نفر می‌باشد.